# アレグザンダー (戦列艦・初代)
| 背景で進水しているのがアレグザンダー | |
| 艦歴                                 | |
| 発注:                                | 1773年7月21日 |
| 建造:                                | デットフォード工廠 |
| 進水:                                | 1778年10月8日 |
| その後:                              | 1819年解体 |
| 性能諸元                             | |
| クラス:                              | アルフレッド級戦列艦 |
| 全長:                                | 砲列甲板：169ft（52m） 竜骨：38ft 5¼in（42.3m）                                                                              |
| 全幅:                                | 47ft 2in（14.4m） |
| 喫水:                                | 20ft（6.1m） |
| 機関:                                | 帆走（3本マストシップ） |
| 兵装:                                | 74門： 上砲列：18ポンド（8kg）砲28門 下砲列：32ポンド（15kg）砲28門 後甲板：9ポンド（4kg）砲14門 艦首楼：9ポンド（4kg）砲4門 |

アレグザンダー（HMS Alexander）はジョン・ウィリアムズ設計のアルフレッド級74門3等戦列艦。1778年10月8日にデットフォード工廠で進水した。

## 参加海戦
- 1794年11月6日の海戦：フランスに捕獲される
- 1795年6月22日：海峡艦隊が再捕獲
- ナイルの海戦